# Grannfejden (film)
Grannfejden är en kommande svensk drama-komedifilm, med premiär planerad till 2026. Den är regisserad av Ulf Malmros som även svarat för filmens manus. Börje Hansson är producent. Filmen är inspirerad av av Göran Perssons grannfejd i Sörmland kring ett utedass.
Filmen är planerad att ha biopremiär i Sverige den 20 februari 2026.

## Handling
Filmen handlar om Hanna som flyttar hem till landet och hamnar i en grannfejd mellan ex-statsministern Stefan Carlsson och den egensinnige Harry Flodman, som bråkar om ett stinkande utedass.

## Rollista (i urval)
- Tuva Novotny – Emma[5]
- Ida Hallquist – Hanna[5]
- Robert Gustafsson – Harry Flodman[5]
- Kjell Bergqvist – Stefan Carlsson[5]
- Björn A. Ling
- Johan Östling